# Micropsectra lanceolatus
Micropsectra lanceolatus är en tvåvingeart som först beskrevs av Jean-Jacques Kieffer 1911.  Micropsectra lanceolatus ingår i släktet Micropsectra och familjen fjädermyggor.
Artens utbredningsområde är Tyskland. Inga underarter finns listade i Catalogue of Life.